# レッド焼きそば
レッド焼きそば（レッドやきそば）は、新潟県妙高市赤倉温泉のご当地焼きそば。妙高赤倉レッド焼きそば（みょうこうあかくらレッドやきそば）とも。

## 概要
真っ赤な焼きそばである。真っ赤な外観から「激辛」な印象はあるが、全く辛くない（例外あり）。
赤倉を中心に妙高高原の10店舗（2017年時点）で提供されており、各店舗によってアレンジされているが以下のような共通点がある。
- 米粉を30パーセント配合した太麺を使用している[2][3]。
- トマトやパプリカなどの妙高高原野菜を使った特製ソースを使用する[2][3]。なお、唐辛子は全く使用されていない[2]。赤さの秘密でもある[2]。

提供されている例を以下に挙げる。
元祖赤倉レッド焼きそば（お食事処 みよしや）
スタンダードなレッド焼きそば。仕上げに赤倉温泉の湯で作られた温泉玉子と妙高市の特産である大葉をトッピングする。
妙高雪海老入りレッド焼きそば（中華料理店「大来」）
妙高で陸上養殖されるエビ入り。
越後もち豚大辛レッド焼きそば（食堂こやま）
新潟県で生産されているブランド豚肉を用いる。また、他と違って大辛である。
このほかにも、つけ麺風、エスニック風、ハンバーガー風のレッド焼きそばを提供する店もある（2013年時点）、

## 誕生の経緯
2010年、地域活性化を目的として糸魚川ブラック焼きそばが考案された。糸魚川ブラック焼きそばの成功にけん引されるように翌2011年夏には上越市でホワイト焼きそばが考案され、赤倉でレッド焼きそばが考案された。
赤倉温泉では、その前から「赤倉」の名前にちなむ「赤」にこだわった様々なメニューを展開していたが、ブラック焼きそば、ホワイト焼きそばの流れもあって赤倉のイメージに合うレッド焼きそばの誕生となった。
2012年には、上記のブラック焼きそば、ホワイト焼きそばとともに「上越三色同麺（盟）」が結ばれた。